# Richard Peto
Richard Peto (né le 14 mai 1943) est un statisticien et épidémiologiste anglais qui est professeur de statistiques médicales et d'épidémiologie à l'Université d'Oxford,.

## Biographie
Il fréquente la Taunton's School à Southampton et étudie ensuite les tripos en sciences naturelles au Trinity College de Cambridge, suivi d'un Master of Science en statistique à l'Imperial College de Londres.
Il collabore avec Richard Doll à partir de l'unité de recherche statistique du Conseil de la recherche médicale à Londres. Il crée le Clinical Trial Service Unit (CTSU) à Oxford en 1975 et en est le co-directeur. le paradoxe de Peto porte son nom.
Il est élu membre de la Royal Society en 1989 pour ses contributions au développement de la méta-analyse. Il est un expert de premier plan sur les décès liés à l'usage du tabac. "Lorsque Sir Richard Peto a commencé à travailler avec le regretté Richard Doll il y a cinquante ans, le Royaume-Uni avait les pires taux de mortalité par tabagisme au monde. Le tabagisme était la cause de plus de la moitié de tous les décès prématurés d'hommes britanniques". Il est fait chevalier pour ses services à l'épidémiologie et à la prévention du cancer en 1999, et il reçoit un doctorat honorifique en sciences médicales de l'université Yale en 2011 ,.
Son frère Julian Peto, avec qui il publie des travaux en statistique mathématique (par exemple sur le test du logrank), est également un épidémiologiste émérite.

### Publications
- Gribbin, Pickering, Sleight et Peto, « Effect of age and high blood pressure on baroreflex sensitivity in man », Circ. Res., vol. 29, no 4,‎ octobre 1971, p. 424–31 (PMID 5110922, DOI 10.1161/01.res.29.4.424)
- Peto et Peto, « Asymptotically efficient rank invariant test procedures », J R Stat Soc Ser A, vol. 135, no 2,‎ 1972, p. 185–207 (DOI 10.2307/2344317, JSTOR 2344317, hdl 10338.dmlcz/103602)
- Doll et Peto, « Mortality in relation to smoking: 20 years' observations on male British doctors », Br Med J, vol. 2, no 6051,‎ décembre 1976, p. 1525–36 (PMID 1009386, PMCID 1690096, DOI 10.1136/bmj.2.6051.1525)
- Peto, Pike, Armitage et Breslow, « Design and analysis of randomized clinical trials requiring prolonged observation of each patient. I. Introduction and design », Br J Cancer, vol. 34, no 6,‎ décembre 1976, p. 585–612 (PMID 795448, PMCID 2025229, DOI 10.1038/bjc.1976.220)
- Peto, Pike, Armitage et Breslow, « Design and analysis of randomized clinical trials requiring prolonged observation of each patient. II. Analysis and examples », Br J Cancer, vol. 35, no 1,‎ janvier 1977, p. 1–39 (PMID 831755, PMCID 2025310, DOI 10.1038/bjc.1977.1)
- Peto, Doll, Buckley et Sporn, « Can dietary beta-carotene materially reduce human cancer rates? », Nature, vol. 290, no 5803,‎ mars 1981, p. 201–8 (PMID 7010181, DOI 10.1038/290201a0, Bibcode 1981Natur.290..201P, S2CID 43042899)
- Doll et Peto, « The causes of cancer: quantitative estimates of avoidable risks of cancer in the United States today », J Natl Cancer Inst, vol. 66, no 6,‎ juin 1981, p. 1191–308 (PMID 7017215, DOI 10.1093/jnci/66.6.1192, S2CID 36210635, lire en ligne)
- Peto R, Schneiderman M, eds. Quantification of occupational cancer. Cold Spring Harbor, NY: Cold Spring Harbor Laboratory, 1981.  (ISBN 0-87969-208-1).
- Yusuf, Peto, Lewis et Collins, « Beta blockade during and after myocardial infarction: an overview of the randomized trials », Prog Cardiovasc Dis, vol. 27, no 5,‎ mar–apr 1985, p. 335–71 (PMID 2858114, DOI 10.1016/S0033-0620(85)80003-7)
- Peto R, zur Hausen H, eds. Viral etiology of cervical cancer. Cold Spring Harbor, NY: Cold Spring Harbor Laboratory, 1986.  (ISBN 0-87969-221-9).
- MacMahon, Peto, Cutler et Collins, « Blood pressure, stroke, and coronary heart disease. Part 1, Prolonged differences in blood pressure: prospective observational studies corrected for the regression dilution bias », Lancet, vol. 335, no 8692,‎ mars 1990, p. 765–74 (PMID 1969518, DOI 10.1016/0140-6736(90)90878-9, S2CID 25998460)
- Collins, Peto, MacMahon et Hebert, « Blood pressure, stroke, and coronary heart disease. Part 2, Short-term reductions in blood pressure: overview of randomised drug trials in their epidemiological context », Lancet, vol. 335, no 8693,‎ avril 1990, p. 827–38 (PMID 1969567, DOI 10.1016/0140-6736(90)90944-Z, S2CID 11916390)
- Peto R, Imperial Cancer Research Fund (Great Britain), World Health Organization, et al. Mortality from smoking in developed countries, 1950–2000: indirect estimates from national vital statistics. Oxford and New York: Oxford University Press, 1994.  (ISBN 0-19-262619-1).
- Hennekens, Buring, Manson et Stampfer, « Lack of effect of long-term supplementation with beta carotene on the incidence of malignant neoplasms and cardiovascular disease », N Engl J Med, vol. 334, no 18,‎ mai 1996, p. 1145–9 (PMID 8602179, DOI 10.1056/NEJM199605023341801, S2CID 17357275, lire en ligne)
- Thun, Peto, Lopez et Monaco, « Alcohol consumption and mortality among middle-aged and elderly U.S. adults. », N Engl J Med, vol. 337, no 24,‎ décembre 1997, p. 1705–14 (PMID 9392695, DOI 10.1056/NEJM199712113372401)
- Danesh, Collins, Appleby et Peto, « Association of fibrinogen, C-reactive protein, albumin, or leukocyte count with coronary heart disease: meta-analyses of prospective studies », JAMA, vol. 279, no 18,‎ mai 1998, p. 1477–82 (PMID 9600484, DOI 10.1001/jama.279.18.1477)
- Peto, Darby, Deo et Silcocks, « Smoking, smoking cessation, and lung cancer in the UK since 1950: combination of national statistics with two case-control studies », BMJ, vol. 321, no 7257,‎ août 2000, p. 323–9 (PMID 10926586, PMCID 27446, DOI 10.1136/bmj.321.7257.323)
- Collins, Armitage, Parish et Sleigh, « MRC/BHF Heart Protection Study of cholesterol-lowering with simvastatin in 5963 people with diabetes: a randomised placebo-controlled trial », Lancet, vol. 361, no 9374,‎ juin 2003, p. 2005–16 (PMID 12814710, DOI 10.1016/S0140-6736(03)13636-7, S2CID 28111189)
- Halliday, Mansfield, Marro et Peto, « Prevention of disabling and fatal strokes by successful carotid endarterectomy in patients without recent neurological symptoms: randomised controlled trial », Lancet, vol. 363, no 9420,‎ mai 2004, p. 1491–502 (PMID 15135594, DOI 10.1016/S0140-6736(04)16146-1, S2CID 22814764)
- Doll, Peto, Boreham et Sutherland, « Mortality in relation to smoking: 50 years' observations on male British doctors », BMJ, vol. 328, no 7455,‎ juin 2004, p. 1519 (PMID 15213107, PMCID 437139, DOI 10.1136/bmj.38142.554479.AE)
- Baigent, Keech, Kearney et Blackwell, « Efficacy and safety of cholesterol-lowering treatment: prospective meta-analysis of data from 90,056 participants in 14 randomised trials of statins », Lancet, vol. 366, no 9493,‎ octobre 2005, p. 1267–78 (PMID 16214597, DOI 10.1016/S0140-6736(05)67394-1, S2CID 10716362)
- Clarke, Collins, Darby et Davies, « Effects of radiotherapy and of differences in the extent of surgery for early breast cancer on local recurrence and 15-year survival: an overview of the randomised trials », Lancet, vol. 366, no 9503,‎ décembre 2005, p. 2087–106 (PMID 16360786, DOI 10.1016/S0140-6736(05)67887-7, S2CID 14628726)